# Мурадян, Айрик Манукович
Айрик Манукович Мурадян (3 мая 1905, Джнук, Чатак, Ванский вилайет, Османская империя — 22 декабря 1999, Ереван, Армения) — армянский певец, этнограф, собиратель армянского устного народного творчества. Заслуженный деятель искусств Армянской ССР (1955). Участвовал в Великой Отечественной войне.

## Биография
Айрик Мурадян родился 3 мая 1905 года в селе Джнук Шатахского района Ванского вилайета.
У каждого члена семьи были свои надежды на ребенка․ Бабушка подложила веревку под подушку и сказала: «Пусть станет носильщиком, да будет крепка его спина». Отец поставил книгу «Нарек»: «Пусть будет он умным». Дед Мурад же поставил свой кинжал и сказал: «Пусть станет фидаином». Священник из соседнего села, воспитанный в нравственном духе Айрика Хримяна, крестил ребёнка в церкви Сурб Ерахоран села Джнук, назвав его Айриком в честь Хримяна Айрика.
Во время своего пребывания в Ване он учился в Ванской школе. Его учителя — Барунак Капутикян, географ Матир Херанян, учитель пения господин Сенекерим и другие — были большими патриотами. От них «Отец» также научился родной песне и фольклору.
В 1915 году, когда Айрику было 10 лет, армяне Шатаха, в том числе семья Мурадян, были вынуждены покинуть свои дома. Голодная и отчаявшаяся семья Мурадян, состоявшая из 54 человек, переживая большие трудности, через всеобщую бойню добралась до Салмаста (Иран). Затем Айрик вернулся в Ван, затем снова в Иран и, наконец, достиг пустынь Ирака . Только Айрик, его мать, его брат и его дядя смогли пережить это испытание.
В 1921 году они переехали в Армению и поселились в Верин Арташате.
Сначала молодой человек работал батраком, одновременно учась в средней школе. Окончив школу, он поступил на исторический факультет Ереванского государственного университета. В университете общался с известными интеллектуалами: Рачия Ачаряном, Юрием Гамбаряном, Арсеном Тертеряном, Гургеном Севаком, Мкртичем Мкряном и другими.
В последующие годы Айрик Мурадян жил в Советской Армении. В разные годы Айрик выполнял управленческую работу в разных регионах Армении. Во время одной из командировок он познакомился с Анной, влюбился и женился. В этот период Айрик познакомился с армянскими крестьянами разных сел, у которых научился и написал этнографические песни, знакомые армянскому фольклору.
В 1937 году, как и другие армянские интеллектуалы, он оказался в тюрьме. Его обвинили в том, что он ставленник Ханджяна.
В годы Отечественной войны Айрик ушел на фронт госслужащим, воевал с бойцами 64-го интернационального особого полка в Терской долине, принимал участие в освобождении сёл на Северном Кавказе, многих городов юга России. Награжден орденом Отечественной войны, Знаком Почета, медалью «За оборону Кавказа», тремя боевыми медалями.
1965 г. Голос Айрика Мурадяна прозвучал впервые. В 1985 году получил звание заслуженного артиста Армянской ССР.
Айрик Мурадян скончался 23 декабря 1999 года в возрасте 95 лет.

## Творчество
Айрик был историком по профессии и автором многих ценных работ. Однако он более известен как исполнитель старинных армянских традиционных песен. Его записи хранятся в архиве Общественного радио Армении. Его голос звучит во многих известных армянских фильмах.

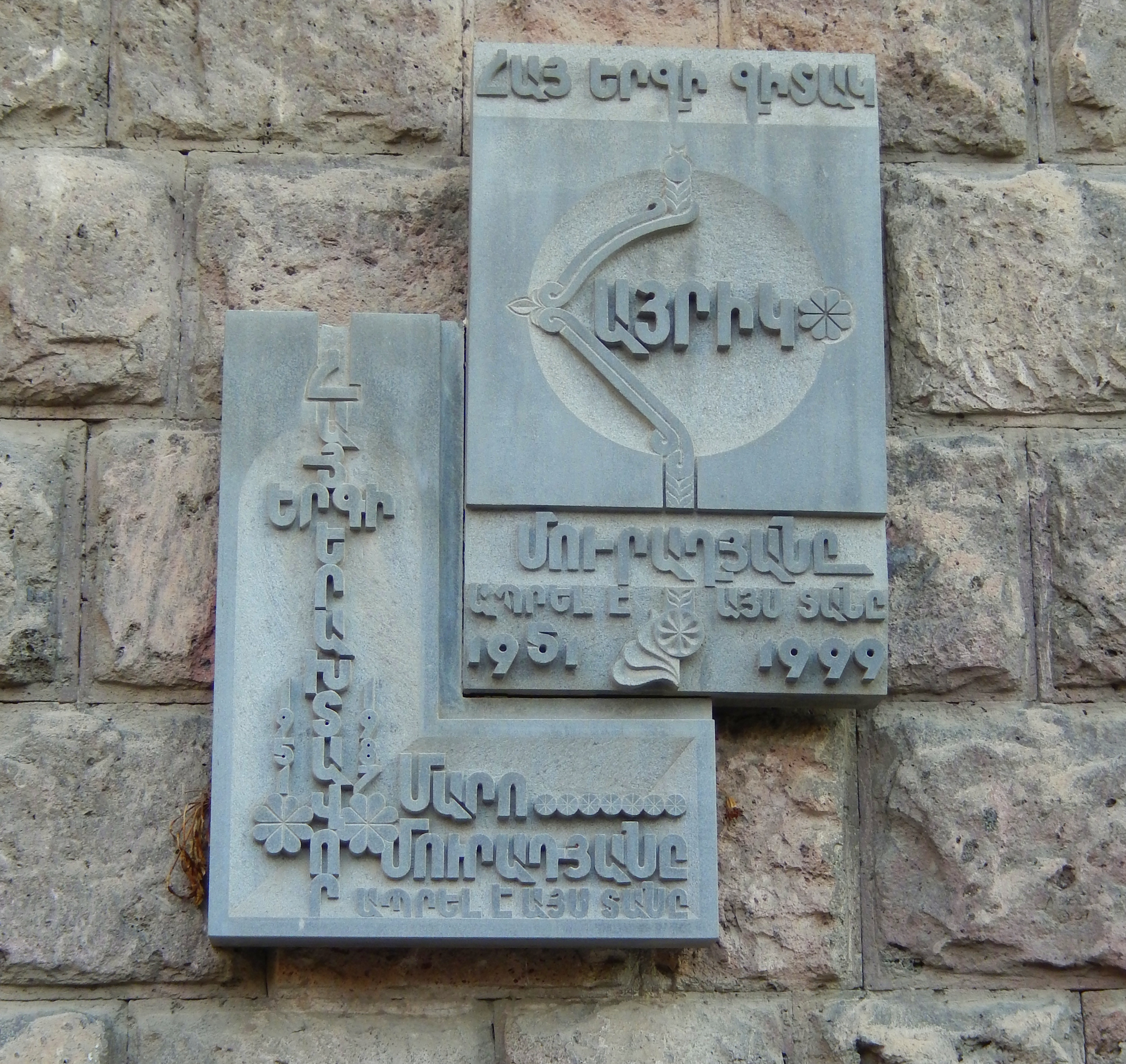
Мемориальная доска Айрика и Маро Мурадян на стене 6-го дома по проспекту Маштоца в Ереване

Усилиями дочери Маро в 1980 был основан этнографический ансамбль «Акунк» (Госкомитет по телевидению и радио), получивший впоследствии большое признание в республике, этнографический ансамбль «Ван» (Политехнический институт).
Айрик Мурадян был вдохновителем и консультантом этнографического ансамбля «Акунк», который впоследствии возглавила его дочь Маро Мурадян. Он создал множество этнографических ансамблей (в том числе студенческих, детских) под руководством Мурадяна, самым известным из которых был этнографический ансамбль песни и пляски «Айрик Мурадян», которым руководили Асмик Арутюнян и Рудик Ароян.
Народные песни в исполнении Айрика Мурадяна придали особую эмоциональную окраску документальным фильмам «Песня о Родине» (1972), «Петрос Дурян» (1973), «Танцы Васпуракана» (1973), снятым «Арменфильмом». Спектакль «Виноградник» Вильяма Сарояна (1971) был составлен из записей его исполнения. Две его песни вошли в первый раздел четырех компакт-дисков программы «Фольклор мира», изданной в Париже (1971), в разделе «Армения». Мурадян записал около 200 песен в фонотеку Национального радио РА, в сборник «Песни Родины» (1980) и др.
Айрик Мурадян оставил большое культурное, литературное и литературное наследие.

## Цитаты Айрика Мурадяна
«Песня — это наша история. Песня — память. Пение помогает нам и в минуты радости, и в минуты печали. Песня сияет, песня дарит нам в борьбе сердце льва, а в труде светлую мысль ․․․ Вот песня. Наши старые песни укрепляют наш национальный дух. Песня — мощное воспитательное средство. Они выражают „трудолюбие“, самопожертвование, преданность своему народу, своей Родине. Все это будет передано нашему молодому поколению через песни».
«Первичное есть божественное, душа должна быть очищена от всяких ядов, пороков».
«Я хотел бы увидеть свою родину, свою родину в Шатахе, чтобы соскучиться по ней».

## Внешние ссылки
- Официальный сайт, посвященный Айрику Мурадяну